# Nilópolis
Nilópolis là một đô thị thuộc bang Rio de Janeiro, Brasil. Đô thị này có diện tích 19,157 km², dân số năm 2007 là 150475 người, mật độ 34,1 người/km².